# 大きな機関車たち
『大きな機関車たち（汽車のえほん21）』（おおきなきかんしゃたち きしゃのえほん21）（原題 Main Line Engines）は、低学年の児童向け絵本シリーズ「汽車のえほん」の第21巻である。

## 概要
1966年にイギリスで発行されたウィルバート・オードリー牧師執筆による汽車のえほんシリーズの第21巻。4話の短編作品を収録。挿絵はガンバー＆ピーター・エドワーズが担当。ポプラ社から1980年10月に日本語訳が出版されていたが、2004年頃絶版。2010年12月にミニ新装版が発売された。

## 成立の過程
1945年から、ほぼ毎年に1巻ずつ続巻してきた本シリーズの第21巻。本線の機関車たちを主に描いた内容となっているが、ほとんどエドワードの支線が舞台となっている。

## 収録作品
- ビルとベン（The Dieseasel）
- みつばちとジェームス（Buzz, Buzz）
- ゴードンのいのちびろい（Wrong Road）
- エドワードのはなれわざ（Edward's Exploit）

## 登場キャラクター
テレビシリーズの機関車紹介と重複する解説は省略、本巻の内容で特筆すべきものを紹介。
メインキャラクター
- トーマス - P29の挿絵に登場するのみ。
- ヘンリー - P45の挿絵などにわずかに登場するのみ。
- ゴードン
- ジェームス
- エドワード
- ダック
- ドナルドとダグラス - 最終ページに登場するのみ。

サブキャラクター
- ビルとベン - 初登場。モデルはW・G・バグナル社製0-4-0タンク機。
- ボコ - 初登場で日本語訳のある巻ではこの巻のみの登場。モデルは作中で述べられている通り、メトロポリタン・ヴィッカーズ2型（イギリス国鉄28型）。この頃は顔が安定しておらず、緑の車体に前後妻面下が黄色なのは統一されているが、目の位置がP11、15、最終ページでは黄色の上、P27、41、43では黄色の中に変わる他、顔がついている側も2軸と3軸（煙突や側面にグリルがある方）でコロコロ入れ替わっている。名前は軸配置「Co-Bo」を逆さに読んだものだが、この理由についてオードリー牧師は「コボ（CoBo）」よりも「ボコ（BoCo）」の方が聞こえが良いからと答えている。

## その他
- 「みつばちとジェームス」は、1956年ロンドン・ブリッジ駅で起こった出来事が元となっている。約5万匹のミツバチが入った巣箱から6匹が逃げ出して駅は大混乱となり、乗客や駅員はおろか列車までもが逃げ出してしまった。
- 「エドワードのはなれわざ」で故障したエドワードを機関士たちが「昔の機関車のような片側ピストン」と呼んでいるが、これはやや誤訳で、本来は動輪が1軸しかない旧式の機関車を指している。